# Rasseln (Mönchengladbach)
Rasseln ist ein Straßendorf im ländlichen Außenbereich der kreisfreien Großstadt Mönchengladbach im Westen des deutschen Bundeslandes Nordrhein-Westfalen. Innerhalb Mönchengladbachs gehört Rasseln seit 2009 zum neuen Stadtbezirk Nord und liegt hier im Nordosten des statistischen Stadtteils Hardt-Mitte direkt an der Stadt- und Kreisgrenze zu Viersen in unmittelbarer Nähe des Naturschutz- und Naherholungsgebietes „Bockerter Heide“. Frühere Bezeichnungen für die Ortschaft waren z. B. Rasselen oder auch Rassel. Auch postalisch wird Rasseln mit zum Stadtteil Hardt-Mitte gerechnet und hat daher die Postleitzahl 41169.

## Geschichte

### Rasseln vom Hochmittelalter bis zur Französischen Revolution 1789
Rasseln zählt zu den ältesten Ortsteilen Mönchengladbachs. Die Geschichte des kleinen Ortes lässt sich bis ins 12. Jahrhundert zurückverfolgen: Bereits im Jahr 1135 erfolgte unter der Bezeichnung „Racsleide“, die bislang älteste bekannte schriftliche Erwähnung Rasselns in den Unterlagen der Abtei Gladbach. Rasseln gehörte damals wohl zunächst zur Grafschaft Kessel, in den darauffolgenden Jahrzehnten muss es jedoch in den Machtbereich des Herzogtums Limburg geraten sein, jedenfalls wurde für das Jahr 1172 ein Heinrich von Limburg als Lehnsherr von „Rakkesleide“ überliefert. Im weiteren Verlauf des Mittelalters geriet das Gebiet dann erneut unter die Herrschaft der Grafen von Kessel, die mit dem limburgischen Herrschergeschlecht verwandt waren. Nachdem der letzte Kessel'sche Graf Walram von Kessel im Jahr 1307 kinderlos gestorben war, erbte sein Cousin, Herzog Gerhard V. von Jülich, dessen verbliebene Ländereien, darunter das Amt Grevenbroich, zu dem auch Rasseln gehörte. So wurde das Dorf ein Teil des Herzogtums Jülich. Dabei zählte Rasseln als Honnschaft von Hardt zum Gerichtsbezirk Obergeburth des Grevenbroicher Unteramtes Gladbach. Rasseln war eine Honnschaft und hatte daher im kleinen Rahmen eine gewisse kommunale Selbständigkeit. An den feudalzeitlichen Herrschaftsverhältnissen und ihren kommunalen Verwaltungsstrukturen änderte sich bis in die 1790er Jahre insgesamt recht wenig.

### Rasseln zur Franzosenzeit

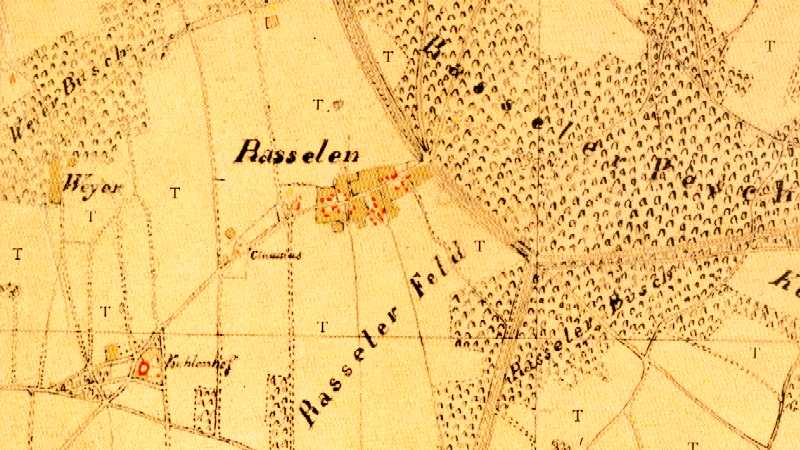
Das Dorf „Rasselen“ und seine Umgebung zur Franzosenzeit, ca. 1805.

In Frankreich war seit 1789 eine Revolution im Gange, die 1792 zum Sturz von Königs Ludwig XVI. und zur Ausrufung der Republik geführt hatte. Im Jahr 1794 wurde das gesamte linksrheinische Gebiet (des heutigen Deutschlands) von französischen Revolutionstruppen militärisch besetzt. Die französische Administration veranlasste in der Folgezeit einige Gebietsreformen, um die kommunalen Verwaltungsstrukturen nach französischem Vorbild umzugestalten und die geplante Integration des Gebiets in den französischen Staat zu vereinfachen.
Dabei wurden zunächst 1798 die alten Honnschaften als eigenständige Verwaltungseinheiten aufgehoben und die den Honnschaften übergeordneten Verwaltungsebenen neu organisiert. So erhielt Hardt als „Commune de Hardt“ im Rahmen dieser Reform von 1798 zunächst seine kommunale Selbständigkeit und wurde aus dem feudalzeitlichen Kommunalverband „Obergeburth“ ausgegliedert. Gleichzeitig wurden die umliegenden Honnschaften, so auch Rasseln, in die neue Gemeinde Hardt eingegliedert. Die Gemeinde Hardt war wiederum dem Kanton Neersen angeschlossen.
Im November 1799 kam dann in Frankreich Napoléon Bonaparte durch einen Staatsstreich an die Macht (zunächst als „Erster Konsul“) und ersetzte das bis dahin regierende „Direktorium“ an der Spitze der Französischen Republik. Napoléon hatte andere Vorstellungen vom Staatsaufbau als das ihm vorausgehende Direktorium und so kam es im Jahr 1800 gleich zur nächsten Verwaltungsreform (in ganz Frankreich). Unterste Verwaltungsebene war fortan die „Mairie“ (Bürgermeisterei), viele kleinere Gemeinden, darunter auch Hardt, verloren ihre frischgewonnene Selbständigkeit gleich wieder. Rasseln wurde nun, als Teil der Gemeinde Hardt, in die Mairie de Gladbach (Bürgermeisterei Gladbach), die ebenfalls zum Kanton Neersen gehörte, eingemeindet.
Im Jahr 1801 wurden die linksrheinischen Gebiete dann im Frieden von Lunéville vom letzten Römisch-deutschen Kaiser, Franz II. (von Habsburg-Lothringen), völkerrechtlich an Frankreich abgetreten, so wurde Rasseln offiziell ein französisches Dorf. Die Rasselner Einwohner waren nun französische Bürger und wurden als solche durch den französischen Staat in Anspruch genommen, so wurden die Männer z. B. auch zum französischen Militär eingezogen und mussten auf französischer Seite an Napoléons Feldzügen teilnehmen.

### Rasseln nach 1815

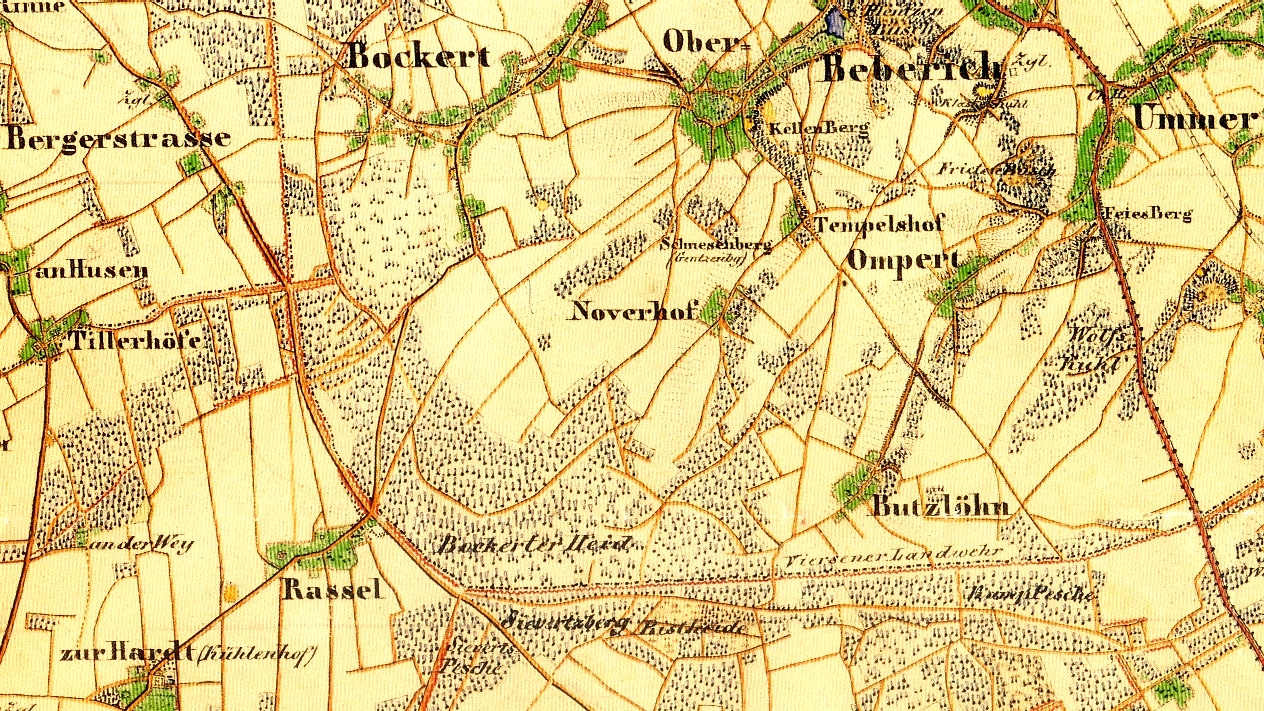
Kartenausschnitt auf einer alten preußischen Landkarte von 1844. Links unten erkennt man das Dorf „Rassel“ am südwestlichen Rand der Bockerter Heide.

Nachdem das Gebiet 1815 im Anschluss an Napoléons Niederlage in der Schlacht bei Waterloo an die damalige Siegermacht Preußen gefallen war, wurden die französischen Verwaltungsstrukturen von den neuen Landesherren teilweise übernommen. Rasseln verblieb auch unter preußischer Herrschaft als Ortsteil von Hardt zunächst im Bereich der Bürgermeisterei Gladbach. Ab 1816 wurde der Kanton Neersen von der preußischen Verwaltung aufgelöst und durch den Kreis Gladbach ersetzt. Die früheren Honnschaften als irgendwie eigenständige Verwaltungseinheiten wurden auch unter der preußischen Obrigkeit nicht wiederhergestellt.
Im Jahr 1835 wurde dann im Zuge einer weiteren Kommunalreform Hardt (mit Rasseln) aus dem Gebiet der Bürgermeisterei Gladbach wieder ausgegliedert und bildete fortan eine eigenständige Bürgermeisterei innerhalb des Kreises Gladbach. 94 Jahre später, also 1929, wurde die inzwischen zum „Amt Hardt“ umbenannte Bürgermeisterei Hardt schließlich im Zuge einer erneuten Gebietsreform seitens der preußischen Verwaltung dann endgültig in die inzwischen kreisfreie Stadt Mönchengladbach eingemeindet, wobei es bis heute blieb, so dass Rasseln jetzt ein Ortsteil von Mönchengladbach ist.
Am 1. März besetzten US-Truppen Mönchengladbach; von Rasseln aus zogen sie Richtung Norden weiter.
Etwa 500 m südlich des Dorfes wurde 1955 das Wasserwerk Rasseln errichtet, das heute als eines von sechs Wasserwerken im Stadtgebiet zur Trinkwasserversorgung der Großstadt Mönchengladbach beiträgt.

## Verkehr

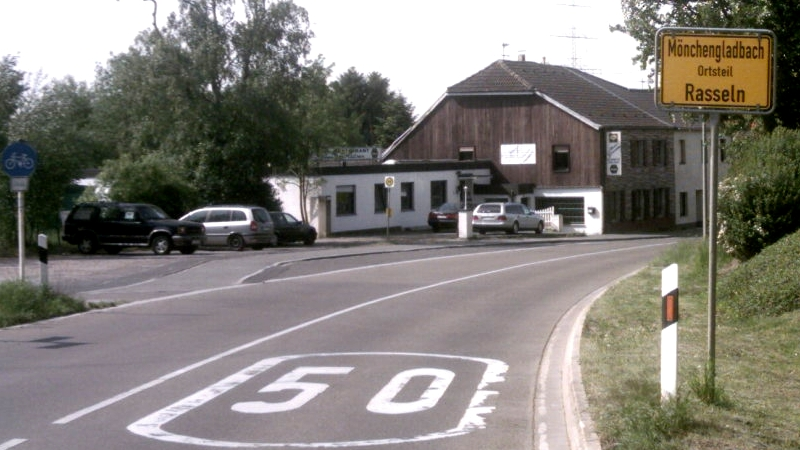
Der östliche Ortseingang von Rasseln.

### Straßenverkehr
Das Straßendorf Rasseln erstreckt sich überwiegend in West-Ost-Richtung entlang der gleichnamigen Landstraße. Dies ist die Landesstraße L 39, die von Mönchengladbach-Hardt nach Viersen-Bockert führt.
Die nächstgelegenen Autobahn-Anschlussstellen sind „Mönchengladbach-Hardt“ (Anschlussstelle 6 an der A 52) und „Mackenstein“ (Anschlussstelle 8 an der A 61).

### Schienenverkehr
Schienenverkehr gibt es in Rasseln nicht und hat es auch nie gegeben, weder als Eisen- noch als Straßenbahn. Die von Rasseln aus nächstgelegenen Bahnhöfe im Personenverkehr sind die Bahnhöfe Dülken, Viersen, Mönchengladbach Hbf, Rheydt Hbf oder Rheindahlen.

### Busverkehr
Als Ortsteil von Mönchengladbach zählt Rasseln zum Tarif- und Verkehrsgebiet des Verkehrsverbunds Rhein-Ruhr. Es gibt in Rasseln eine Bushaltestelle gleichen Namens, die zugleich Endstation ist. Außerhalb der Schulferien wird die Haltestelle Rasseln montags bis freitags sechsmal täglich von der NEW mobil und aktiv Mönchengladbach mit der Buslinie 023 angesteuert, die hier zwischen Rasseln und Hardt verkehrt.

### Radwanderwege

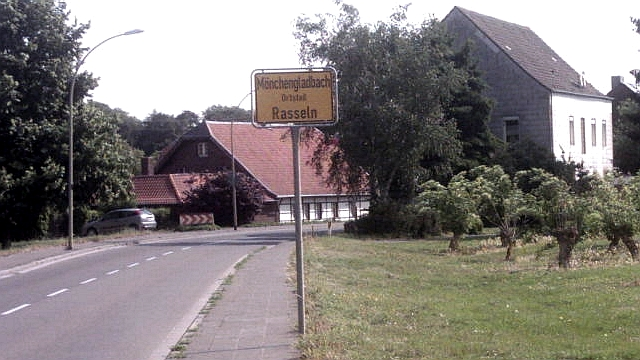
Der westliche Ortseingang von Rasseln.

Die Ortschaft Rasseln wird von mehreren Radwanderwegen durchquert oder berührt, insgesamt führen zwei offiziell ausgewiesene Radwanderwege auf 2 Achsen durch das Gebiet:
- Die Nebenstrecke Nr. 91 der NiederRheinroute, hier speziell zwischen dem Hardter Wald und dem Wegweiser auf dem Buytersten Feld bei Viersen-Hoser, wo jeweils Anschluss an die Hauptstrecke der Niederrheinroute besteht.[21]
- Die Deutsche Fußballroute NRW, hier speziell zwischen Winkeln und Alt-Viersen auf dem Abschnitt zwischen den Erlebnis-Städten Mönchengladbach und Krefeld.
- Parallel zur Viersener Landwehr verläuft in Rasseln außerdem ein Wirtschaftsweg Richtung Norden, der nach Bergerstraße führt und von dort aus als kleine Landstraße („Venner Straße“) weiter nach Dülken verläuft. Diese Strecke über Rasseln und Bergerstraße ist für Radfahrer die kürzeste Verbindung von der Mönchengladbacher Innenstadt nach Dülken, auch wenn dies offiziell nicht durch Schilder angezeigt wird.[2]

## Sitten und Bräuche

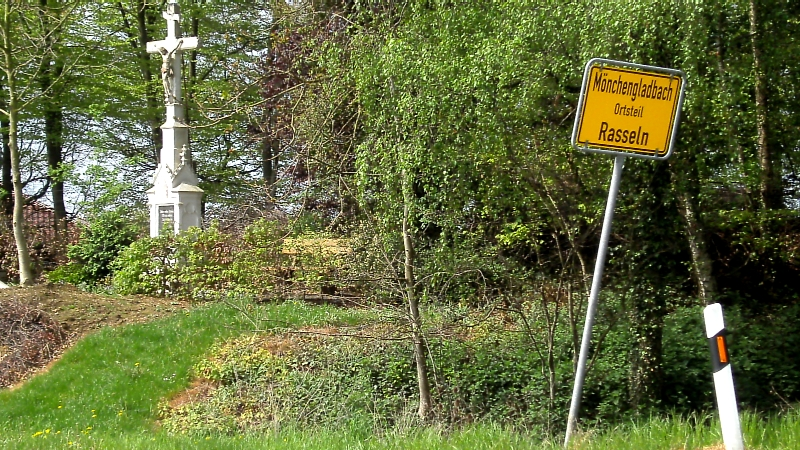
Das Missionskreuz von Rasseln gleich neben dem Ortsschild am östlichen Ortseingang.

### Rasselner Neujahrsgrüße
In Rasseln gibt es zum Neujahrsfest einen Jahrhunderte alten Brauch, der die alljährlichen Neujahrswünsche zu einer aufwändigen Angelegenheit werden lässt: In Rasseln ist es üblich, dass jeder Einwohner jeden anderen Einwohner im Anschluss an das Neujahrsfest besucht, um jeweils individuelle Neujahrswünsche überbringen zu können. Bei diesen Besuchen ist Alkoholgenuss in Form von Schnapstrinken obligatorisch. Wegen des damit verbundenen Zeitaufwandes haben alle Bewohner von Rasseln zur Durchführung der Neujahrsbesuche einen Monat lang Zeit.

### Das Rasselner Totenbrett
Es gibt in Rasseln ein schwarz angestrichenes Holzbrett, das „Rasselner Totenbrett“. Auf diesem Brett ist der folgende Text geschrieben: „Der Leib kehrt zurück zur Erde von der er genommen, der Geist aber geht zu Gott.“. Tritt in Rasseln ein Sterbefall ein, so stellt man das Totenbrett vor dem jeweiligen Haus auf, um den Todesfall nach außen hin kundzutun.

## Kultur in Rasseln

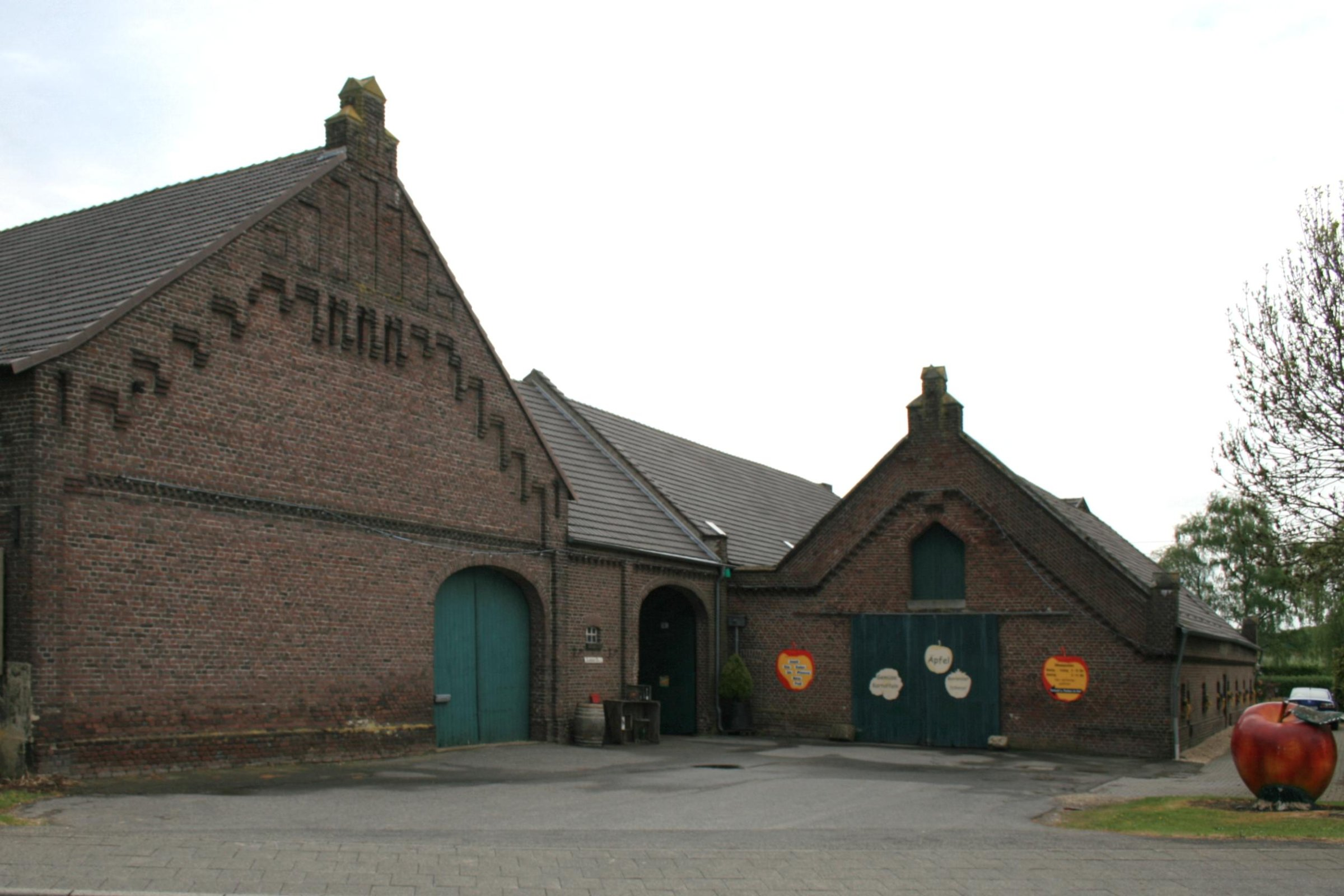
Der Obsthof Rasseln ist ein denkmalgeschützter Hofkomplex und Veranstaltungsort der alljährlichen Kunstausstellung LandArt.

### AusstellungLandArt
Unter dem Motto „Die Natur als Partner“ findet auf dem Obsthof Rasseln alljährlich im November die Kunstausstellung LandArt statt. Im Rahmen dieser Veranstaltung präsentieren jedes Jahr etwa 40 Künstler ihre Werke, die teilweise auch zum Verkauf angeboten werden. Die Ausstellung ist gut besucht und lockt in jedem Jahr mehrere Tausend Besucher an.

### Sehenswürdigkeiten
- Missionskreuz Rasseln: Am östlichen Ortseingang von Rasseln steht am nördlichen Rand der Landstraße nach Viersen auf einer kleinen Anhöhe ein Wegekreuz, welches im Jahr 1860 als Missionskreuz errichtet wurde. Der Sockel des Kreuzes trägt die Inschrift: „Jesus unser Erlöser, Maria unsere Fürsprecherin – Zur Erinnerung an die Mission 1860“. Das Kreuz steht unter der Listennr. R 089 seit 2008 unter Denkmalschutz.[25]
- Hofanlage Rasseln 1: Am westlichen Ortseingang befindet sich unter der Anschrift Rasseln 1 der bereits erwähnte Obsthof Rasseln. Der zwischen 1822 und 1907 errichtete Gebäudekomplex steht mit der Listennr. R 083 seit 1993 unter Denkmalschutz.[26]
- Fachwerkhaus Rasseln 2: Gleich neben dem Obsthof Rasseln findet sich unter der Anschrift Rasseln 2 ein sehenswertes Fachwerkhaus. Das aus dem 18. Jahrhundert stammende Gebäude steht mit der Listennr. R 003 seit 1984 unter Denkmalschutz.[27]

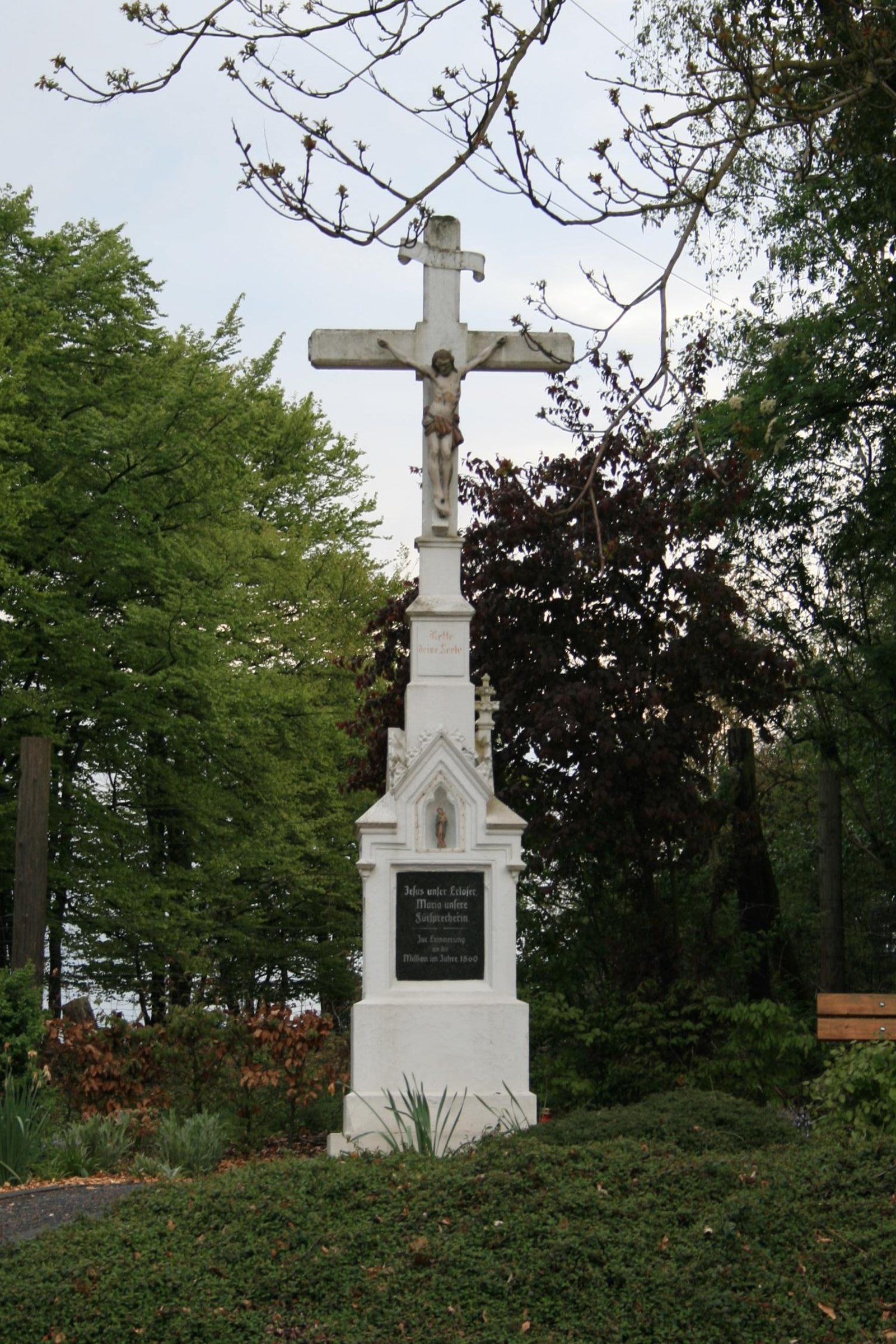
Das Missionskreuz Rasseln
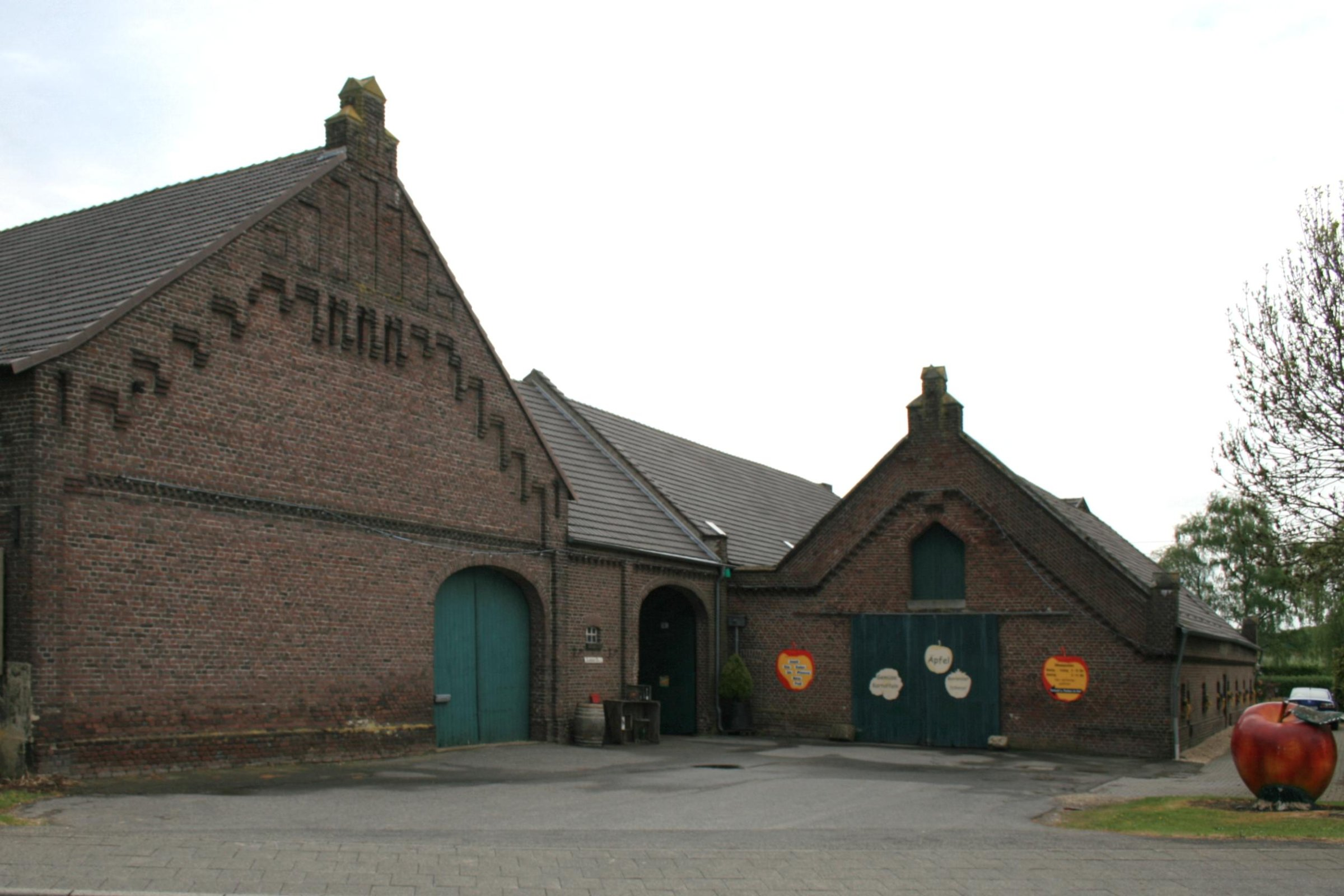
Denkmalgeschützte Hofanlage des Obsthofs Rasseln
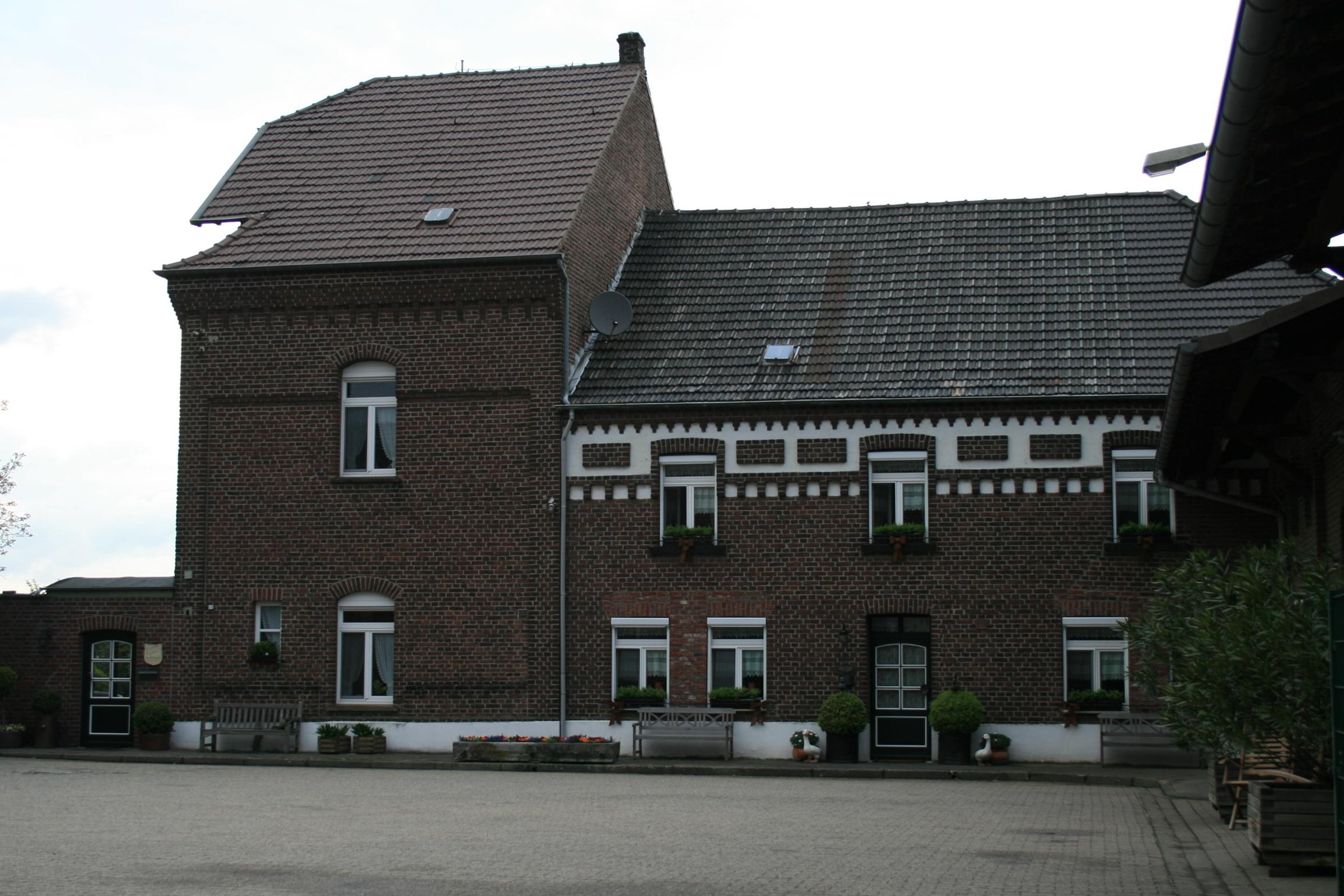
Denkmalgeschütztes Wohnhaus des Obsthofs Rasseln
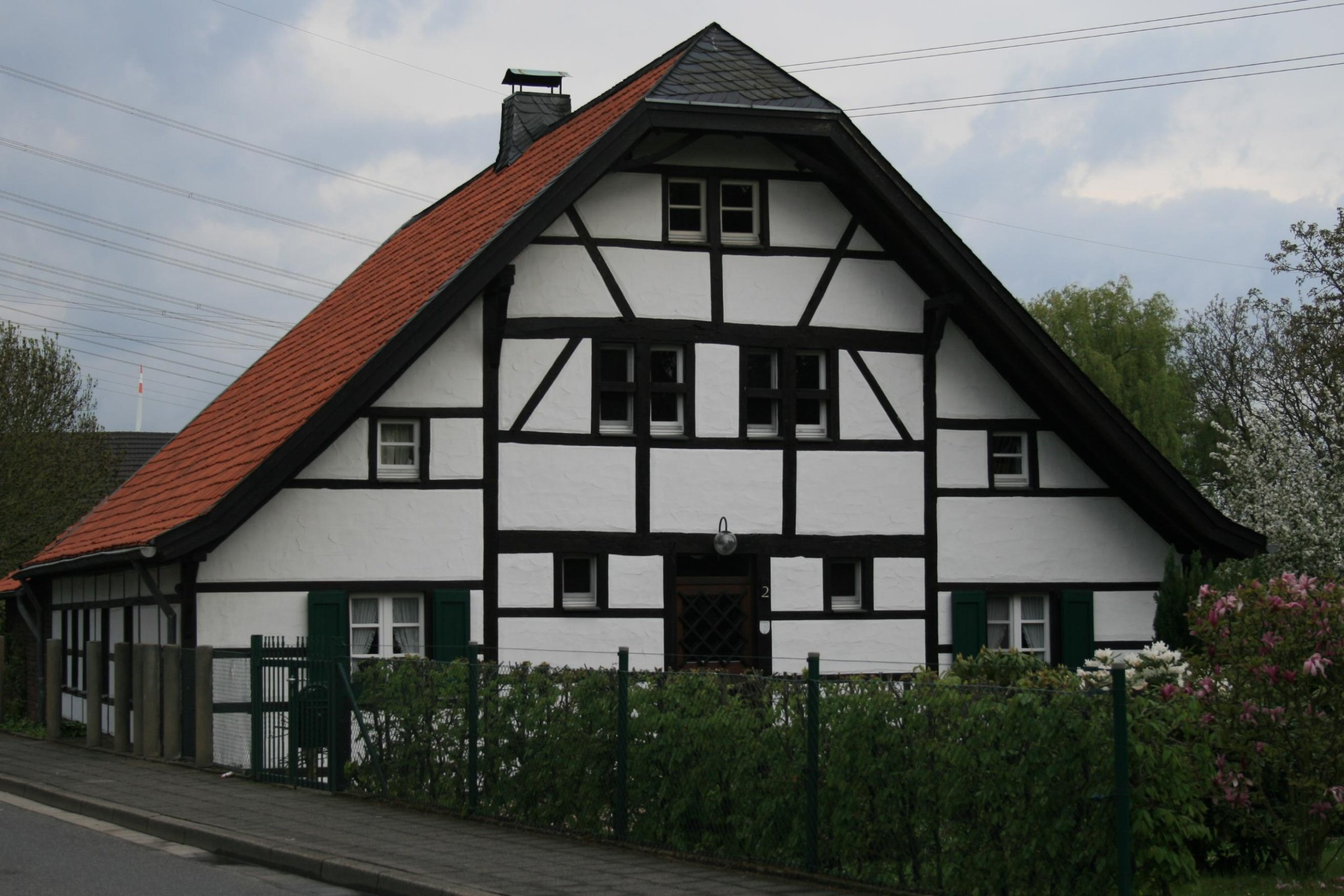
Denkmalgeschütztes Fachwerkhaus Rasseln 2

## Die nähere Umgebung
| Busch Mackenstein Hausen | Ransberg Bergerstraße                       | Hoser Bockert Oberbeberich                       |
| Wey                      | Kompassrose, die auf Nachbargemeinden zeigt | Bockerter Heide Bötzlöh                          |
| Hardt Hardter Wald       | Winkeln Vorst                               | NSG Bistheide Großheide Venn Hamern Beltinghoven |